# 新木站
新木站（日语：／ Araki eki */?）是位於千葉縣我孫子市新木，東日本旅客鐵道（JR東日本）的成田線（我孫子支線）車站。

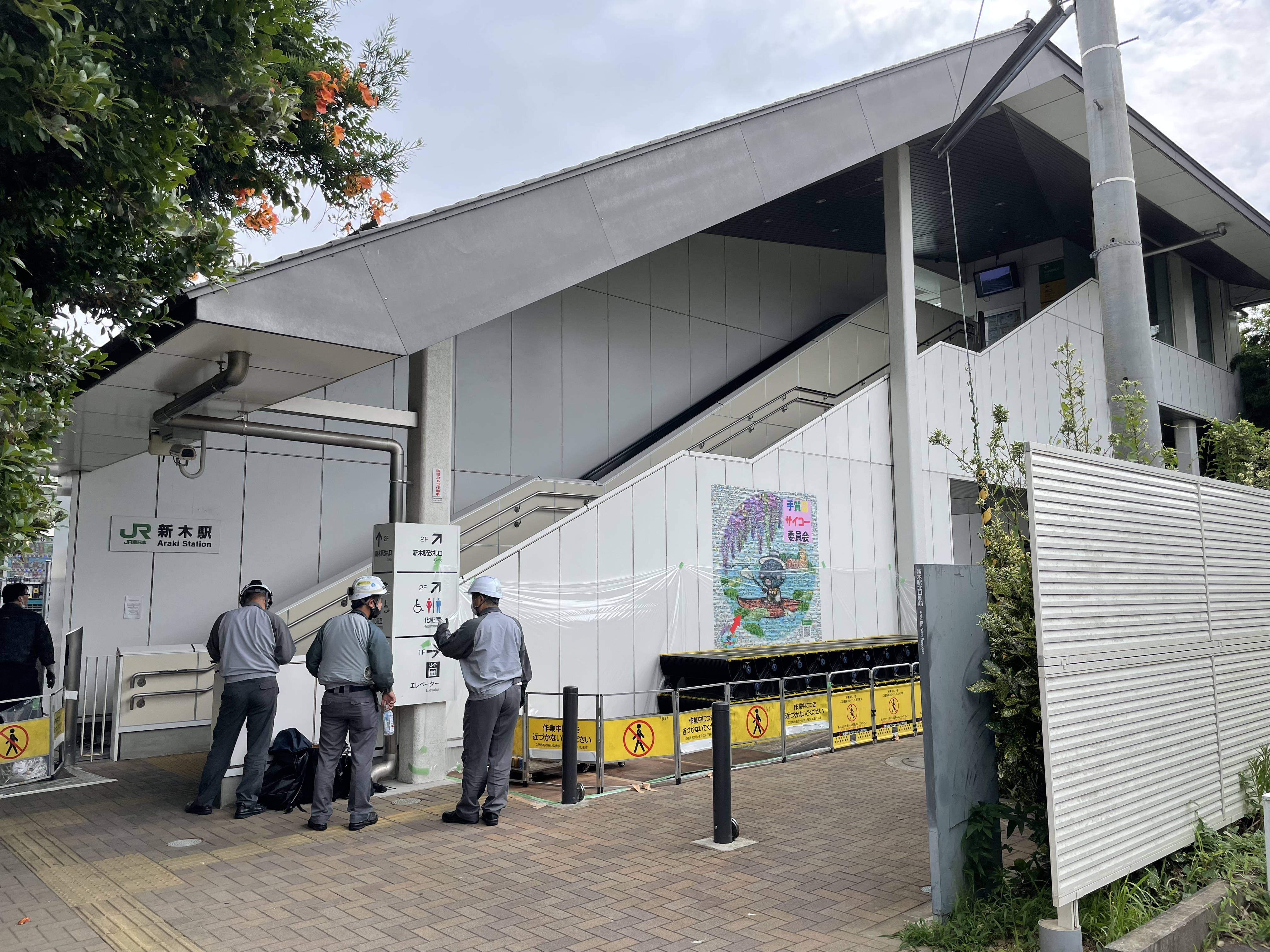
北出口（2022年7月）

## 歷史
- 1958年（昭和33年）4月1日：日本國有鐵道開設此旅客車站[1]。
- 1979年（昭和54年）4月1日：北出口一方的跨線橋開始使用。
- 1987年（昭和62年）4月1日：伴隨國鐵分割民營化，車站由東日本旅客鐵道（JR東日本）營運[1]。
- 1998年（平成10年）12月1日：從無人車站變為業務委託車站。
- 2001年（平成13年）
  - 11月18日：此站開始可以使用IC卡「Suica」[2]。
  - 12月16日：南出口一方的跨線橋開始使用，關閉西出口。
- 2006年（平成18年）3月20日：月台提高高度工程完成。
- 2016年（平成28年）6月26日：部分跨站式站房工程完成[3]。
- 2017年（平成29年）
  - 1月24日：跨站式站房完成[4][5]。
  - 2月8日：引入發車音樂。

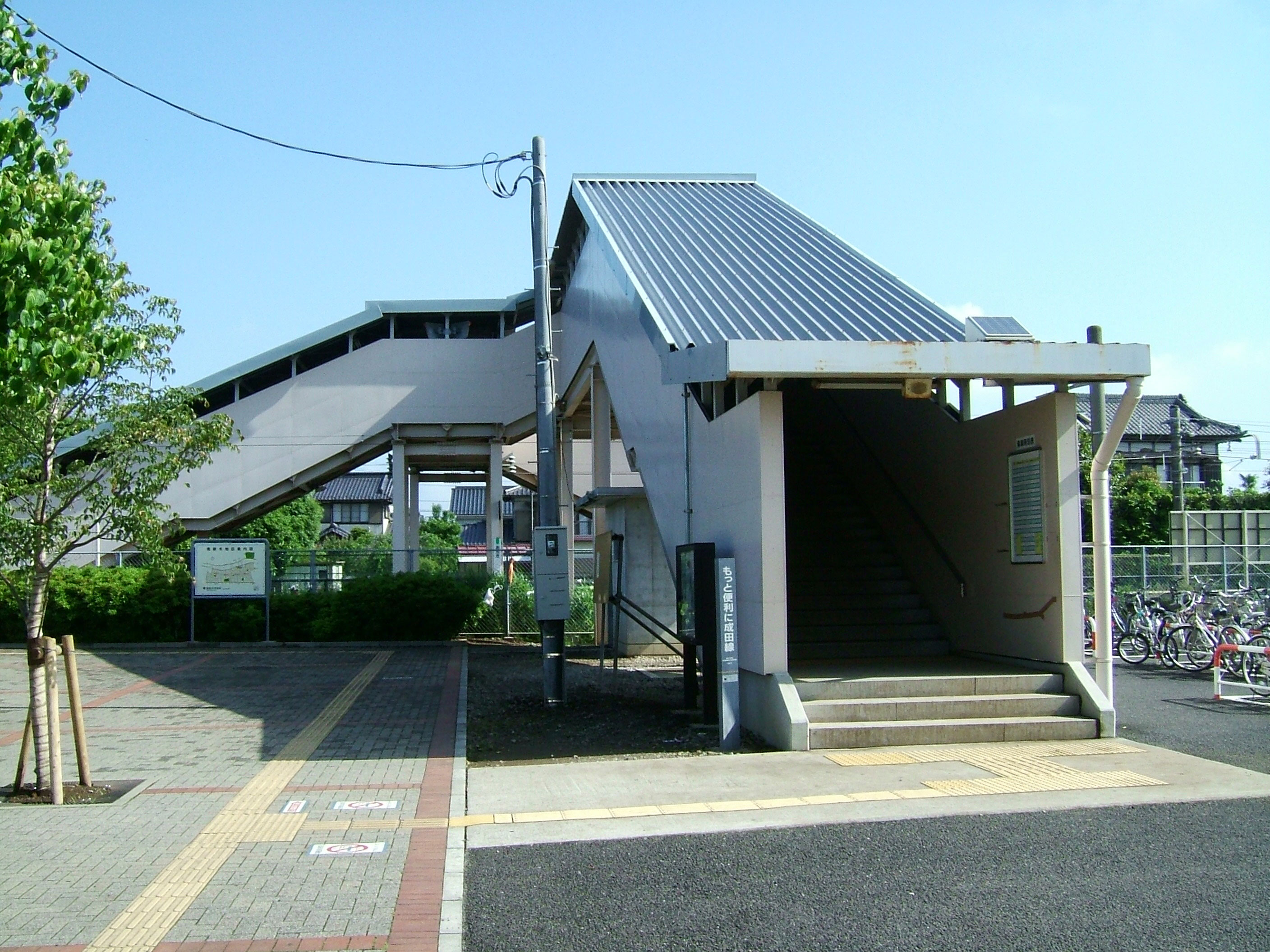
舊跨線橋南口（2008年6月）
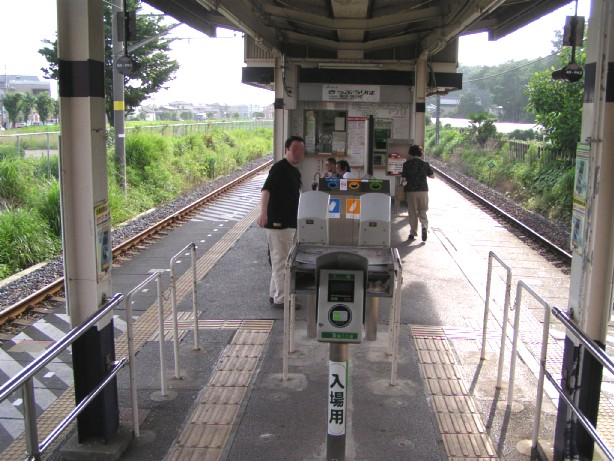
舊閘口與舊事務室（2005年7月1）

## 車站構造
此站是地面車站，設有1面2線的島式月台。在2006年（平成18年），月台進行了翻新工程。曾經在我孫子一方設有混凝土製的車站大樓，現時已經拆毀，連同出入口（西出口）也已經關閉。
此站長久以來都是無人車站，隨著使用人次增加。此站在1998年（平成10年）12月起成為由湖北站管理的業務委託車站。除了早上和深夜外均設有車站職員當值。委托JR東日本車站服務負責車站業務
現時此站設有跨站式站房。在2016年（平成28年）6月26日，閘口與南出口部分設施開始使用（同時引入自動閘機）。在2017年（平成29年）1月24日，所有車站大樓設施開始使用。在跨站式站房開始使用前，當列車到達後，車站職員會從車站事務室前往閘口處，於月台與車站出入口的跨線橋處進行檢票營業。而乘客從車站出入口進入月台時，需要在車站事務室中購買車票。
從櫃臺購買的車票中已經蓋上了檢票章，而在售票機購買的車票中沒有蓋上檢票章。在車站事務室內設有POS終端，在有人售票處外還有一台自動售票機。此站沒有MARS終端，不能購買Suica定期票（包括繼續購買）、指定席票和企劃車票。在售票機內可購買都區內範圍的車票和假日通票（現時已經不能購買上述車票）。此站不可使用信用卡購買車票，但是可以使View Plaza商品券購買車票。
在南出口設有迴旋路，該處設有巴士站。在另一方北出口處設有小路連接國道356號。南出口和北出口均設有單車停泊處。廁位位於跨站式站房的閘口外。

### 月台
| 月台 | 路線                   | 上下行 | 方向             | 備註               |
| ---- | ---------------------- | ------ | ---------------- | ------------------ |
| 1    | ■ 成田線（我孫子支線） | 上行   | 我孫子、上野方向 | 基本上使用此月台。 |
| 1    | ■ 成田線（我孫子支線） | 下行   | 成田方向         | 基本上使用此月台。 |
| 2    | ■ 成田線（我孫子支線） | 上行   | 我孫子、上野方向 |                    |

參考
1號月台是上下行本線，為一線通過構造。1、2號月台可從兩方向進站和向兩方向出發。當列車不需要列車交會或通過列車通過此站使，我孫子方向的列車會使用1號月台。當需要列車交會時，前往成田的列車會使用1號月台，前往我孫子方向的列車會使用2號月台。當列車從2號月台到發時，成田一方設有35km/h，我孫子一方設有45km/h的速度限制。另一方面，1號月台前往成田一方設有55km/h的速度限制，而我孫子一方沒有限制。

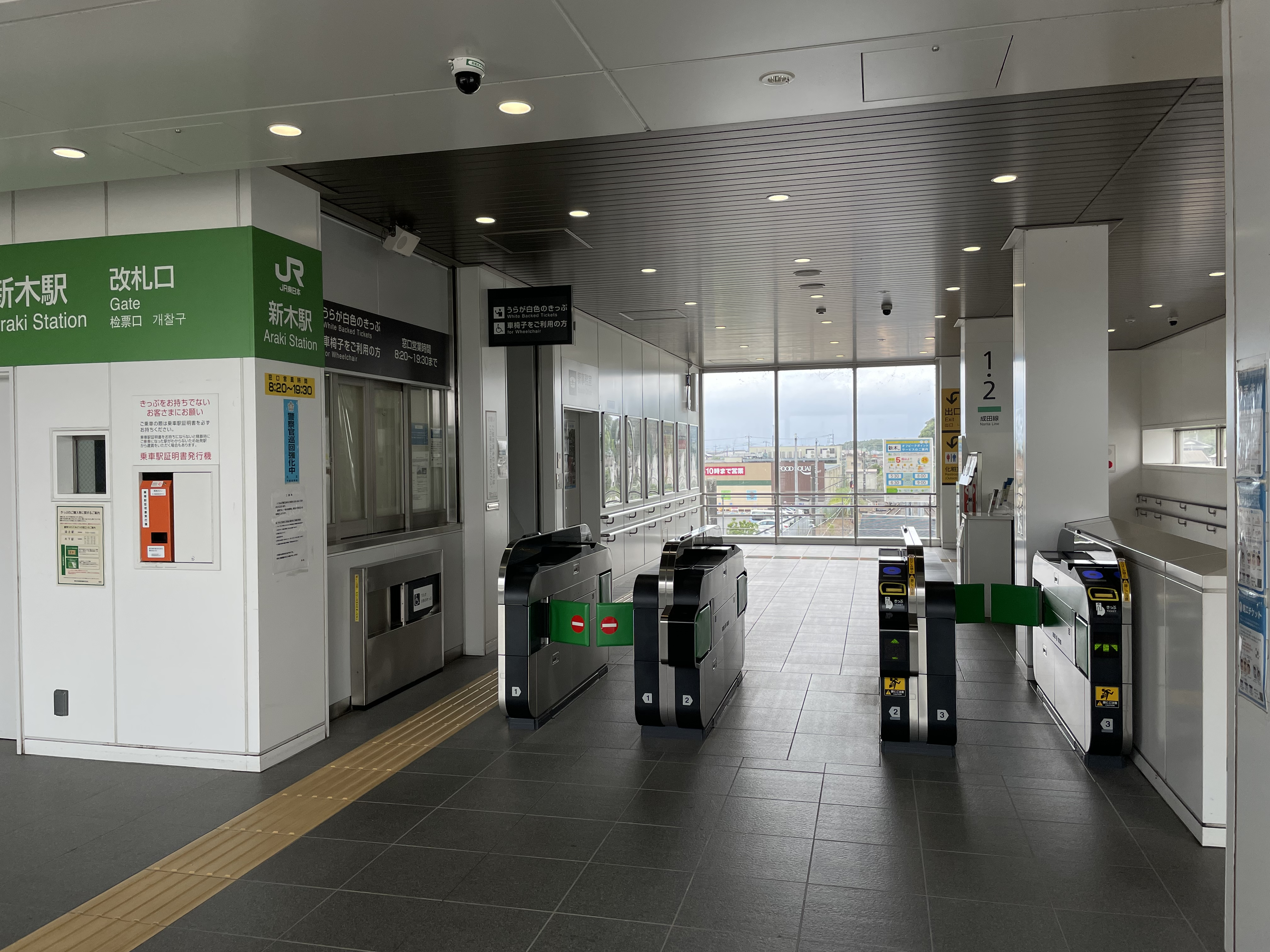
閘口（2022年7月）
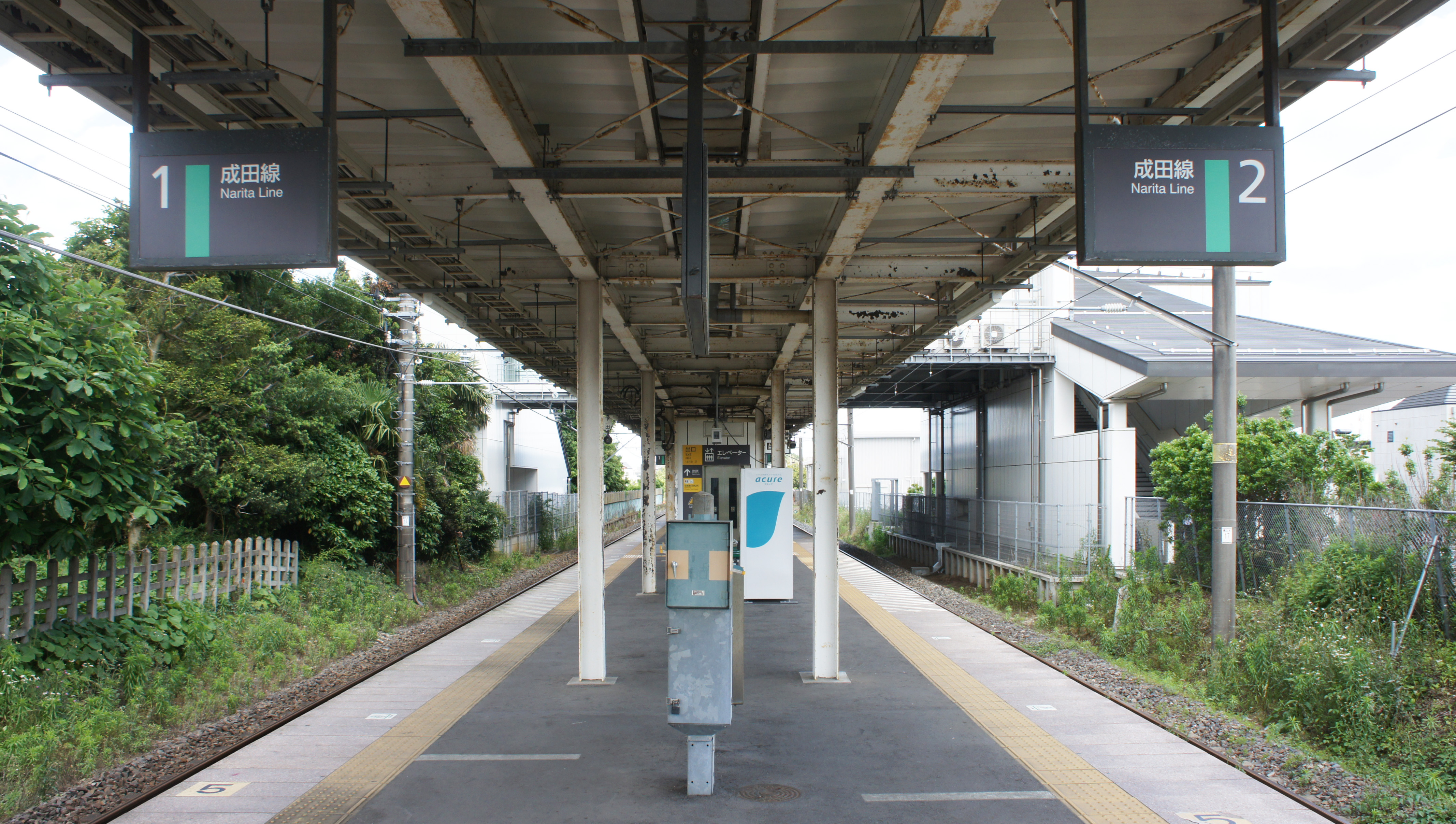
1號與2號月台（2021年5月）

### 發車音樂
在2017年2月8日起，Switch制作了發車音樂供此站使用（從以前會使用電鈴）。在上述提及，此站上下行線列車基本上使用1號月台，因此此站的發車音樂是按列車前進方向而播放，而不是按月台。另外，5卡編成的列車不會播放發車音樂。
| 上行 | ■ |  |
| 下行 | ■ |  |

## 使用狀況
在2019年（令和元年）度1日平均乘車人次為2,871人，以下為乘車人次變化列表：
| 乘車人次變化       | 乘車人次變化     | 乘車人次變化 |
| 年度               | 1日平均 乘車人次 | 參考資料     |
| ------------------ | ---------------- | ------------ |
| 1990年（平成02年） | 2,418            | [ * 1 ]      |
| 1991年（平成03年） | 2,185            | [ * 2 ]      |
| 1992年（平成04年） | 2,309            | [ * 3 ]      |
| 1993年（平成05年） | 2,478            | [ * 4 ]      |
| 1994年（平成06年） | 2,497            | [ * 5 ]      |
| 1995年（平成07年） | 2,473            | [ * 6 ]      |
| 1996年（平成08年） | 2,410            | [ * 7 ]      |
| 1997年（平成09年） | 2,246            | [ * 8 ]      |
| 1998年（平成10年） | 2,221            | [ * 9 ]      |
| 1999年（平成11年） | 2,317            | [ * 10 ]     |
| 2000年（平成12年） | 2,421            | [ * 11 ]     |
| 2001年（平成13年） | 2,638            | [ * 12 ]     |
| 2002年（平成14年） | 2,914            | [ * 13 ]     |
| 2003年（平成15年） | 3,001            | [ * 14 ]     |
| 2004年（平成16年） | 2,996            | [ * 15 ]     |
| 2005年（平成17年） | 2,931            | [ * 16 ]     |
| 2006年（平成18年） | 2,971            | [ * 17 ]     |
| 2007年（平成19年） | 2,989            | [ * 18 ]     |
| 2008年（平成20年） | 3,006            | [ * 19 ]     |
| 2009年（平成21年） | 2,963            | [ * 20 ]     |
| 2010年（平成22年） | 2,958            | [ * 21 ]     |
| 2011年（平成23年） | 2,905            | [ * 22 ]     |
| 2012年（平成24年） | 2,919            | [ * 23 ]     |
| 2013年（平成25年） | 2,951            | [ * 24 ]     |
| 2014年（平成26年） | 2,855            | [ * 25 ]     |
| 2015年（平成27年） | 2,891            | [ * 26 ]     |
| 2016年（平成28年） | 2,937            | [ * 27 ]     |
| 2017年（平成29年） | 2,910            | [ * 28 ]     |
| 2018年（平成30年） | 2,908            | [ * 29 ]     |
| 2019年（令和元年） | 2,871            |              |

## 車站周邊

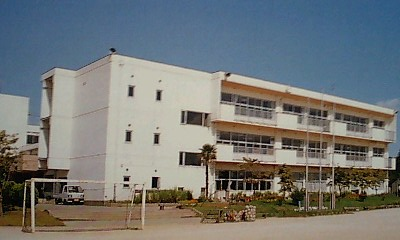
我孫子市立布佐南小學

此站附近成為土地整理項目的對象。在南出口站前設有新的住宅區，使沿線人口增加。在南出口周邊設有我孫子市指定的禁煙重點區域。

### 北出口
- 國道356號（日语：国道356号）
- 我孫子市政廳清潔中心
- 新木近鄰中心
- 我孫子新木郵局
- 新堀汽車專門學校
- 千葉縣立我孫子特別支援學校
- 我孫子市立新木小學
- 醫療廣場平和台醫院
- 氣象台紀念公園（氣象發射站（日语：気象送信所）的蹟址）
- 新木野團地
- 縣營我孫子新木團地
- 京葉D2（日语：ケーヨー）新木野店
- Sames藥品（日语：富士薬品）布佐店
- 京葉銀行（日语：京葉銀行）新木分店

### 南出口
- 新木行政服務中心
- 我孫子警署（日语：我孫子警察署）新木站前派出所
- 布佐平和台（日语：布佐平和台）西部區域
- 我孫子市立布佐南小學（日语：我孫子市立布佐南小学校）
- 私立布佐台幼稚園
- Kasumi美食廣場（日语：カスミ）新木站前店
- 丸屋（日语：マルヤ）新木店
- 淺間橋（手賀川）

## 巴士路線
| 乘車處       | 系統     | 主要途經                                               | 目的地       | 巴士公司   |
| ------------ | -------- | ------------------------------------------------------ | ------------ | ---------- |
| 新木站南出口 | 布72     | 體育中心前、近鄰中心前                                 | 布佐站南出口 | 阪東自動車 |
| 新木站入口   | 布73     | 布佐北、近鄰中心前                                     | 布佐站南出口 | 阪東自動車 |
| 新木站入口   | 布73     | 湖北分所、湖北站北出口、川村學園女子大學、青山台一丁目 | 天王台站     | 阪東自動車 |
| 新木站北出口 | 新木路線 | 新木野團地2號、新木野團地18號、松風苑                  | 湖北站北出口 | 我孫巴士   |
| 新木站北出口 | 新木路線 | 新木台、湖北地區公民館                                 | 湖北站北出口 | 我孫巴士   |

在2006年9月至2008年10月之間，設有由新東豐營運，從我孫子站→榮町龍角寺台四丁目的深宵巴士路線。

## 相鄰車站
東日本旅客鐵道（JR東日本）
■成田線（我孫子支線）
湖北－新木－布佐

## 注腳

### 使用狀況
1. ↑  千葉縣統計年鑑 （页面存档备份，存于）（日語） - 千葉縣
2. ↑  我孫子市の統計 （页面存档备份，存于）（日語） - 我孫子市

JR東日本2000年度以後的乘車人次
1. ↑  各駅の乗車人員（2000年度） （页面存档备份，存于）（日語） - JR東日本
2. ↑  各駅の乗車人員（2001年度） （页面存档备份，存于）（日語） - JR東日本
3. ↑  各駅の乗車人員（2002年度） （页面存档备份，存于）（日語） - JR東日本
4. ↑  各駅の乗車人員（2003年度） （页面存档备份，存于）（日語） - JR東日本
5. ↑  各駅の乗車人員（2004年度） （页面存档备份，存于）（日語） - JR東日本
6. ↑  各駅の乗車人員（2005年度） （页面存档备份，存于）（日語） - JR東日本
7. ↑  各駅の乗車人員（2006年度） （页面存档备份，存于）（日語） - JR東日本
8. ↑  各駅の乗車人員（2007年度） （页面存档备份，存于）（日語） - JR東日本
9. ↑  各駅の乗車人員（2008年度） （页面存档备份，存于）（日語） - JR東日本
10. ↑  各駅の乗車人員（2009年度） （页面存档备份，存于）（日語） - JR東日本
11. ↑  各駅の乗車人員（2010年度） （页面存档备份，存于）（日語） - JR東日本
12. ↑  各駅の乗車人員（2011年度） （页面存档备份，存于）（日語） - JR東日本
13. ↑  各駅の乗車人員（2012年度） （页面存档备份，存于）（日語） - JR東日本
14. ↑  各駅の乗車人員（2013年度） （页面存档备份，存于）（日語） - JR東日本
15. ↑  各駅の乗車人員（2014年度） （页面存档备份，存于）（日語） - JR東日本
16. ↑  各駅の乗車人員（2015年度） （页面存档备份，存于）（日語） - JR東日本
17. ↑  各駅の乗車人員（2016年度） （页面存档备份，存于）（日語） - JR東日本
18. ↑  各駅の乗車人員（2017年度） （页面存档备份，存于）（日語） - JR東日本
19. ↑  各駅の乗車人員（2018年度） （页面存档备份，存于）（日語） - JR東日本
20. ↑  各駅の乗車人員（2019年度） （页面存档备份，存于）（日語） - JR東日本

千葉縣統計年鑑
1. ↑  .   [2021-01-13]. （原始内容存档于2020-01-08）.
2. ↑  千葉縣統計年鑑（平成4年） （页面存档备份，存于）（日語）
3. ↑  千葉縣統計年鑑（平成5年） （页面存档备份，存于）（日語）
4. ↑  千葉縣統計年鑑（平成6年） （页面存档备份，存于）（日語）
5. ↑  千葉縣統計年鑑（平成7年） （页面存档备份，存于）（日語）
6. ↑  千葉縣統計年鑑（平成8年） （页面存档备份，存于）（日語）
7. ↑  千葉縣統計年鑑（平成9年） （页面存档备份，存于）（日語）
8. ↑  千葉縣統計年鑑（平成10年） （页面存档备份，存于）（日語）
9. ↑  千葉縣統計年鑑（平成11年） （页面存档备份，存于）（日語）
10. ↑  千葉縣統計年鑑（平成12年） （页面存档备份，存于）（日語）
11. ↑  千葉縣統計年鑑（平成13年） （页面存档备份，存于）（日語）
12. ↑  千葉縣統計年鑑（平成14年） （页面存档备份，存于）（日語）
13. ↑  千葉縣統計年鑑（平成15年） （页面存档备份，存于）（日語）
14. ↑  千葉縣統計年鑑（平成16年） （页面存档备份，存于）（日語）
15. ↑  千葉縣統計年鑑（平成17年） （页面存档备份，存于）（日語）
16. ↑  千葉縣統計年鑑（平成18年） （页面存档备份，存于）（日語）
17. ↑  千葉縣統計年鑑（平成19年） （页面存档备份，存于）（日語）
18. ↑  千葉縣統計年鑑（平成20年） （页面存档备份，存于）（日語）
19. ↑  千葉縣統計年鑑（平成21年） （页面存档备份，存于）（日語）
20. ↑  千葉縣統計年鑑（平成22年） （页面存档备份，存于）（日語）
21. ↑  千葉縣統計年鑑（平成23年） （页面存档备份，存于）（日語）
22. ↑  千葉縣統計年鑑（平成24年） （页面存档备份，存于）（日語）
23. ↑  千葉縣統計年鑑（平成25年） （页面存档备份，存于）（日語）
24. ↑  千葉縣統計年鑑（平成26年） （页面存档备份，存于）（日語）
25. ↑  千葉縣統計年鑑（平成27年） （页面存档备份，存于）（日語）
26. ↑  千葉縣統計年鑑（平成28年） （页面存档备份，存于）（日語）
27. ↑  千葉縣統計年鑑（平成29年） （页面存档备份，存于）（日語）
28. ↑  千葉縣統計年鑑（平成30年） （页面存档备份，存于）（日語）
29. ↑  千葉縣統計年鑑（令和元年） （页面存档备份，存于）（日語）

## 外部連結
- 車站資訊（新木）：東日本旅客鐵道（日語）